# Erbsbühl (Zell im Fichtelgebirge)
Erbsbühl ist ein Gemeindeteil des Marktes Zell im Fichtelgebirge im Landkreis Hof (Oberfranken, Bayern). Erbsbühl liegt in der Gemarkung Kleinlosnitz.

## Geografie
Der Weiler ist unmittelbar von Acker- und Grünland umgeben. Die Kreisstraße HO 19 führt nach Großlosnitz (0,3 km nördlich) bzw. nach Schnackenhof (0,3 km südlich).

## Geschichte
Erbsbühl gehörte zur Realgemeinde Großlosnitz. Gegen Ende des 18. Jahrhunderts bestand Erbsbühl und Schnackenhof aus 6 Anwesen (1 Halbfrohnhof, 2 Viertelfrohnhöfe, 1 Halbhof, 2 Viertelhöfe). Die Hochgerichtsbarkeit stand dem bayreuthischen Stadtrichteramt Münchberg zu. Das bayreuthische Kastenamt Stockenroth war Grundherr sämtlicher Anwesen.
Von 1797 bis 1810 unterstand Erbsbühl dem Justiz- und Kammeramt Münchberg. Infolge des Ersten Gemeindeedikts wurde Erbsbühl dem 1812 gebildeten Steuerdistrikt Kleinlosnitz und der zugleich entstandenen die Ruralgemeinde Kleinlosnitz zugewiesen. Im Zuge der Gebietsreform in Bayern wurde Erbsbühl am 1. Juli 1972 nach Zell im Fichtelgebirge eingemeindet.

### Einwohnerentwicklung
| Jahr      | 1812  | 1819  | 1861   | 1871   | 1885   | 1900   | 1925   | 1950   | 1961   | 1970   | 1987   | 2005  | 2010  | 2015  |
| Einwohner | *     | *     | 21     | 26     | 24     | 19     | 12     | 15     | 16     | 15     | 12     | 8     | 5     | 5     |
| Häuser    |       |       |        |        | 4      | 5      | 3      | 3      | 3      |        | 3      |       |       |       |
| Quelle    | [ 6 ] | [ 9 ] | [ 10 ] | [ 11 ] | [ 12 ] | [ 13 ] | [ 14 ] | [ 15 ] | [ 16 ] | [ 17 ] | [ 18 ] | [ 1 ] | [ 1 ] | [ 1 ] |

## Religion
Erbsbühl ist bis heute nach St. Gallus (Zell im Fichtelgebirge) gepfarrt und seit der Reformation evangelisch-lutherisch geprägt.